# Baidoi Co
Baidoi Co (kinesiska: Padu Cuo, 帕度错) är en sjö i Kina. Den ligger i den autonoma regionen Tibet, i den sydvästra delen av landet, omkring 460 kilometer nordväst om regionhuvudstaden Lhasa. Baidoi Co ligger 4 846 meter över havet. Trakten runt Baidoi Co består i huvudsak av gräsmarker.
Genomsnittlig årsnederbörd är 282 millimeter. Den regnigaste månaden är juli, med i genomsnitt 89 mm nederbörd, och den torraste är januari, med 2 mm nederbörd.